# Gebärdensprachdolmetscher für Gebärdensprachen

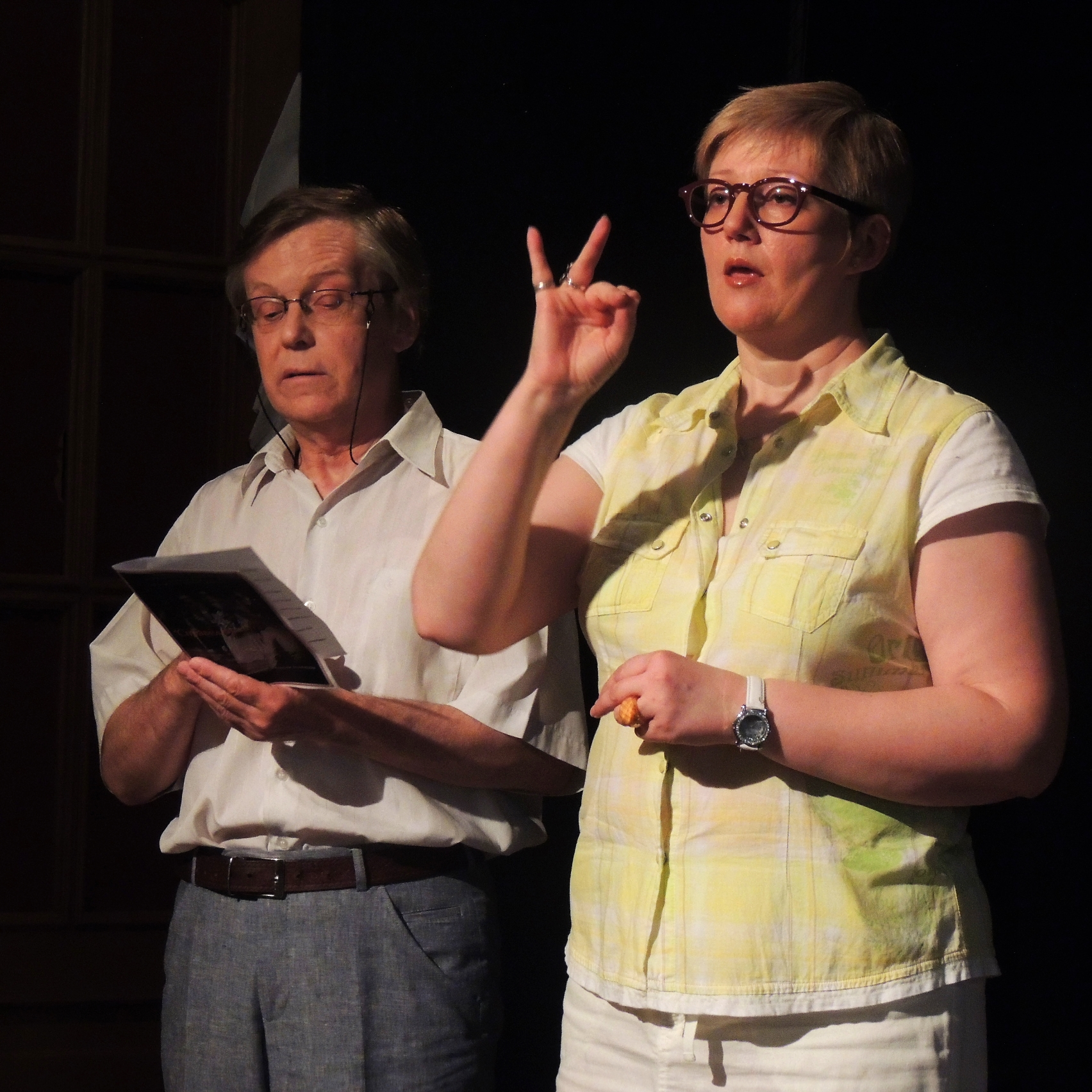
Gebärdensprachdolmetscher im Einsatz

Ein Gebärdensprachdolmetscher ist eine Dolmetscher, der die Kommunikation zwischen Gebärdensprachnutzenden und hörenden Menschen mittels Laut- und Gebärdensprache übersetzt.

## Berufsbild
Gebärdensprachdolmetscher dolmetschen in beide Richtungen für gehörlose und hörende Personen. Es kommt vor, dass in einer Gruppe die Gebärdensprache dominiert und für die hörende, nicht gebärdensprachkompetente Minderheit gedolmetscht wird (auch als voicen bezeichnet), z. B. bei Gehörlosenkonferenzen. Es gibt auch Dolmetscher, die von einer Gebärdensprache in die andere dolmetschen (z. B. Relaisdolmetschen), oder von einer anderen Lautsprache in die lokale Gebärdensprache (z. B. Französisch in die Deutschschweizer Gebärdensprache). Gebärdensprachdolmetscher, die zwischen zwei Gebärdensprachen dolmetschen, sind häufig selbst gehörlos.
Der Dolmetscher übersetzt zwischen Lautsprache und Gebärdensprache. Der gehörlose Klient kann angeben, ob er seine eigene Stimme verwenden möchte oder ob der Dolmetscher die Gesten des Klienten in das gesprochene Wort übertragen soll. Letzteres wird auch als Sprachdolmetschen bezeichnet. Auch das Dolmetschen mittels deutlicher Mundbewegungen, ohne Handgesten, gehört zu den Fähigkeiten eines Gebärdensprachdolmetschers.
Einige Dolmetscher spezialisieren sich auf bestimmte Themenbereiche, beispielsweise psychische Gesundheit, Recht, Religion, Kinder, Bildung, Theater/Musik usw. Es gibt eine kleine, aber wachsende Zahl von Dolmetschern, die sowohl die Fähigkeiten eines Gebärdensprachdolmetschers als auch eines Textdolmetschers beherrschen.

## Belgien

### Flandern
In Flandern gibt es zwei CVO-Institutionen, die Dolmetscher für die flämische Gebärdensprache ausbilden:  VSPW in Gent und Crescendo in Mechelen. Darüber hinaus gibt es einen Aufbaustudiengang am Campus der KU Leuven in Antwerpen.

## Deutschland

### Gebärdensprachdolmetscher
In Deutschland ist spätestens seit 2002 mit Inkrafttreten des Behindertengleichstellungsgesetzes (BGG) und der Kommunikationshilfenverordnung (KHV) der Anspruch gehörloser Menschen auf Gebärdensprachdolmetscher (insbesondere bei Behörden, Polizei und Gericht, aber auch am Arbeitsplatz) und andere Kommunikationshilfen (wie z. B. Schriftdolmetscher) gesetzlich geregelt.
Ausbildungen zum Gebärdensprachdolmetscher werden als Vollzeitstudium, etwa an der Universität Hamburg, an der Hochschule Magdeburg-Stendal, an der Westsächsischen Hochschule Zwickau, an der Humboldt-Universität zu Berlin, an der Hochschule für angewandte Wissenschaften Landshut, an der Universität zu Köln, an der Stiftung Universität Hildesheim, ab 2021 an der Pädagogischen Hochschule Heidelberg, als Teilzeitstudium wie an der Hochschule Fresenius in Idstein oder als berufsbegleitende Weiterbildung am Bayerischen Institut zur Kommunikationsförderung für Menschen mit Hörbehinderung in Nürnberg und dem Institut für Gebärdensprache in Baden-Württemberg in Winnenden angeboten. Weiterbildungen sind eingerichtet worden, damit langjährig tätige Gebärdensprachdolmetscher ohne Ausbildung eine Möglichkeit zur Nachqualifizierung erhalten. In der deutschen Hochschulpolitik wird die Gebärdensprache als Kleines Fach eingestuft.
Seit Ende 2006 ist ein qualifizierender Abschluss als Gebärdensprachdolmetscher in vielen Bereichen erforderlich. Eine staatliche Prüfung bieten das Amt für Lehrerbildung in Darmstadt und das Bayerische Kultusministerium an. Für die staatliche Prüfung ist ein Ausbildungsnachweis nicht vorgeschrieben, wohl aber langjährige Berufstätigkeit. Die akademischen Diplome der Universitäten und Fachhochschulen können auf Wunsch und gegen eine Gebühr den staatlichen Prüfungen gleichgestellt werden.
Der Bundesverband der GebärdensprachdolmetscherInnen Deutschlands (BGSD) e. V. ist die berufsständische Vertretung der in Deutschland organisierten Gebärdensprachdolmetscher.

#### Sonderformen
Taube Gebärdensprachdolmetscher sind im Berufsverband der tauben Gebärdensprachdolmetscher e. V. organisiert. Eine Weiterbildung von Gehörlosen zum tauben Gebärdensprachdolmetscher wird an der Uni Hamburg und der Uni Magdeburg angeboten.
Nach § 3 Abs. 2 S. 2 Nr. 4 KHV kann als Kommunikationshilfe für Gehörlose ein Kommunikationsassistent eingesetzt werden. Kommunikationsassistenten für/mit Gebärdensprache sind in der Regel weitergebildete hörende Gebärdensprachkundige. Regelmäßig angeboten wird diese Ausbildung nur sehr selten, da der Kommunikationsassistent wegen seiner kurzen Ausbildungszeit und seinem geringeren Gebärdensprachniveau sehr umstritten ist.
Der Assistent für Hörsehbehinderte und Taubblinde (TBA) hilft Hörsehbehinderten und Taubblinden bei der Kommunikation mit der Außenwelt. Der Taubblinden-Assistenten-Verband e. V. organisiert das Berufsbild des TBA. Eine Ausbildung erfolgt über den Verband.
Für Spätertaubte und Schwerhörige wird häufig ein Schriftdolmetscher oder Simultanschriftdolmetscher eingesetzt. Sie sind im Bundesverband der Schriftdolmetscher/innen Deutschlands e.V. organisiert.
Oraldolmetscher werden zur Verdeutlichung des Mundbildes eingesetzt. Die Qualifikation des Oraldolmetscher findet man allerdings genauso selten wie den Technischen Kommunikationsassistenten oder den Kommunikationsassistent für Lormen bzw. Braille.
Betreuer oder Vertrauensperson können auch kurzzeitig die Rolle eines Kommunikationsassistenten einnehmen.

## Niederlande
In den Niederlanden kann an der Fachhochschule Utrecht am Instituut voor Gebaren, Taal & Dovenstudies eine vierjährige Ausbildung zum Dolmetscher/Lehrer für Nederlandse Gebarentaal absolviert werden. Bis 1996 absolvierten Dolmetscher eine Berufsausbildung der Stufe 4. Seit April 2006 ist dieser Lehrgang in der Liste der vom Ministerie van Justitie anerkannten Dolmetscherausbildungen aufgeführt.

### Entwicklung des Berufs
Ursprünglich wurden CODAs und andere Familienangehörige gehörloser Menschen überwiegend ehrenamtlich als Gebärdensprachdolmetscher eingesetzt.
Angesichts der großen Nachfrage nach Gebärdensprachdolmetschern, insbesondere weil aufgrund der verbesserten Gehörlosenausbildung mehr Gehörlose eine Berufsschule oder ein Hochschulstudium besuchten, wurde 1984 in Bunnik der erste berufsbegleitende Studiengang für Gebärdensprachdolmetscher auf Berufsschul-Niveau eingerichtet. 1988 wurde ein neuer Dolmetscherlehrgang für Dolmetscher der ersten Generation mit Berufsabschluss eingeführt. Zum ersten Mal erhielten sie eine Entschädigung von der Regierung.
Später stellte sich heraus, dass der MBO-Dolmetscher der enormen Aufgabenvielfalt und den unterschiedlichen Sprachniveaus nicht ausreichend gewachsen war. Der Studiengang wurde daher 1996 eingestellt, um 1997 Platz für den Hochschulstudiengang tolk/docent Nederlandse Gebarentaal (NGT) an der Fachhochschule Utrecht zu machen. Dieser Studiengang zur höheren Berufsbildung wurde teilweise dank der Bemühungen von Sam Pattipeiluhu eingerichtet.
Eine Studie im Vorfeld der Schulung ergab, dass in den Niederlanden ein Bedarf an etwa 800 Gebärdensprachdolmetschern bestand; zum damaligen Zeitpunkt waren dort etwa 70 Dolmetscher im Einsatz. Aufgrund des großen Zustroms an Studierenden in die höhere Berufsbildung konnte dieser Bedarf im Jahr 2009 zu fast einem Drittel gedeckt werden.
1988 wurde die Nederlandse Vereniging van Tolken voor Doven (NVTD) gegründet. Dies war die erste Berufsorganisation von Dolmetschern für Gehörlose in den Niederlanden. Im Jahr 2000 wurde der Name in Nederlandse Beroepsvereniging Tolken Gebarentaal (NBTG) geändert. Die NBTG vertritt die Interessen von Studierenden und Dolmetschern der niederländischen Gebärdensprache in den Niederlanden. In den Jahren 2007 und 2008 konnten sich Gebärdensprachdolmetscher als Probemitglieder bei der NBTG registrieren lassen; Ab 2009 wurde dies jedoch nicht weitergeführt.
Gebärdensprachdolmetscherinnen und Gebärdensprachdolmetscher mit einem Diplom können sich als anerkannte Dolmetscherinnen und Dolmetscher in das Register Tolken Gebarentaal eintragen lassen. Für Dolmetscheinsätze, die in der Dolmetscheinrichtung für Gehörlose durchgeführt werden, besteht nur für registrierte Dolmetscher ein Anspruch auf Kostenerstattung. Mitte 2007 gab es über 230 registrierte Gebärdensprachdolmetscher und Schriftdolmetscher, Mitte 2009 waren es über 450. Um registriert zu bleiben, müssen Dolmetscher pro Jahr eine Mindestanzahl an sogenannten Registerpunkten erreichen.
Die (unterschiedliche) Qualität eines Gebärdensprachdolmetschers ist Gegenstand zahlreicher Diskussionen und Studien. Im Jahr 2008 wurde vom Dovenschap in Absprache mit den beteiligten Organisationen ein Beschwerdeausschuss eingerichtet.

### Sonderformen
Es gibt Dolmetscher, die die erforderliche Ausbildung (noch) nicht abgeschlossen haben. Sie sind daher weder anerkannte Dolmetscher noch Mitglieder einer Berufsvereinigung, mit Ausnahme von Dolmetscherstudenten. Dolmetscherstudenten können während ihres Studiums an der Universität Mitglied in einem Berufsverband werden. Nicht zertifizierten Dolmetschern kann für die Durchführung von Dolmetschaufträgen der Mindestlohn und die Reisekosten erstattet werden. Sie gelten als Kommunikationsassistenten des Dolmetscherdienstes.
Dabei lassen sich drei Gruppen unterscheiden:
- Studentische Dolmetscher

Für den Abschluss ist im dritten und vierten Studienjahr eine bestimmte Stundenzahl als Dolmetscher erforderlich. Von den Studierenden im dritten Jahr wird erwartet, dass sie „Schattendolmetschen“ – das heißt, das Dolmetschen in einer realen Umgebung üben, jedoch ohne dass ein Kunde anwesend ist. Dieses Praktikum, Praktikum A, wird in der Regel paarweise absolviert. Nach erfolgreichem Abschluss des Praktikums A, das mit einer Prüfung bewertet wird, beginnt das Praktikum B. In diesem Praktikum arbeiten die Studierenden des vierten Studienjahres mit staatlich anerkannten Gebärdendolmetschern zusammen und dürfen, sofern der Auftraggeber damit einverstanden ist, gelegentlich auch selbst dolmetschen. Das ultimative Ziel ist die Fähigkeit, selbstständig zu interpretieren. Der Abschluss des Praktikums B wird durch eine praktische Griffbeobachtung und eine Prüfung – eine simulierte Dolmetschsituation, in der der Dolmetscher in der Lage sein muss, selbstständig zu agieren – bewertet.
- Kommunikationsassistent

In einer Zeit, in der ein großer Mangel an zertifizierten Dolmetschern herrschte, waren Menschen, die einige Gebärdensprachkurse absolviert hatten, oder Eltern gehörloser Kinder oft bereit, gegen Bezahlung für gehörlose Freunde zu dolmetschen. Da sie keine Ausbildung als Dolmetscher hatten, fielen sie unter die Kategorie „Kommunikationsassistenten“. Heutzutage werden Kommunikationsassistenten vermutlich nur noch in Regionen eingesetzt, in denen keine oder nur wenige Dolmetscher zur Verfügung stehen. Teilweise engagieren sie sich ehrenamtlich für Stiftungen und Organisationen, da diesen oft die finanziellen Mittel fehlen, zertifizierte Dolmetscher zu beschäftigen. Auch im Jahr 2009 werden Kommunikationsassistenten noch immer in Bildungssituationen eingesetzt.
- Gehörlose Dolmetscher

In Situationen, in denen die Qualität ausgebildeter Dolmetscher unzureichend ist und muttersprachliche Kenntnisse der Gebärdensprache erforderlich sind, beispielsweise bei Gesprächen mit gehörlosen Menschen mit einer geistigen Behinderung oder einer gehörlosen Person aus dem Ausland, die eine andere Gebärdensprache spricht. Die gehörlosen Dolmetscher, im Englischen auch „Relay Interpreters“ genannt, werden unter anderem auch bei Konferenzen für Gehörlose eingesetzt, um eine qualitativ hochwertige Übersetzung sicherzustellen. Der Relaisdolmetscher gibt dann in Gebärdensprache wieder, was der hörende Dolmetscher ihm übermittelt. In den Niederlanden werden diese Personen von der Polizei eingesetzt, um gehörlose Zeugen zu befragen, aber auch um die Sprache hörender Verdächtiger zu lesen bzw. bestimmte nonverbale Signale zu identifizieren. Die Arbeitsgruppe dove tolken, die unter anderem dem Dovenschap angeschlossen ist, strebt die Anerkennung, Ausbildung, Zertifizierung und Kostenerstattung dieser Berufsgruppe an.

## Schweiz

### Deutschschweiz
In der Deutschschweiz vertritt die Berufsvereinigung der GebärdensprachdolmetscherInnen der deutschen Schweiz (bgd) die Interessen der Gebärdensprachdolmetscher. Die Ausbildung findet an der Interkantonalen Hochschule für Heilpädagogik (HfH) in Zürich statt.

### Flandern
- Tolkendienst CAB

### Niederlande
- Nederlandse Beroepsvereniging Tolken Gebarentaal
- Register voor Tolken Gebarentaal en Schrijftolken - stichtingrtg.nl